# Dinara Asanova
Dinara Kuldaševna Asanova (in russo Динара Кулдашевна Асанова?; Biškek, 24 ottobre 1942 – Murmansk, 4 aprile 1985) è stata una regista sovietica. La cineasta, insignita del Premio di Stato dell'Unione Sovietica assegnatale postumo nel 1985, si è distinta particolarmente per i propri film con a tema l'adolescenza e la giovinezza.

## Biografia
Dinara Asanova nacque a Biškek, RSS Kirghiza, ed era la sorella minore di Klara. Nelle intenzioni dei genitori, avrebbe dovuto abbracciare la carriera di insegnante, ma ben presto decise di seguire la strada del cinema.
Terminate le scuole, nel 1960 iniziò a lavorare come accessorista presso la Kirgizfil'm. Dopo aver avuto diverse occupazioni divenne aiuto-regista per il film Devuška Tjan'-Šanja (1960), nel quale recitava anche una parte. Partecipò in seguito anche alla realizzazione del primo lungometraggio di Larisa Šepit'ko, Calura (Зной, 1963), basato su un romanzo di Čyngyz Ajtmatov, e a Tri otveta goram del 1964.
La sua esperienza professionale le permise di entrare come studentessa all'Università statale pan-russa di cinematografia, nella classe di Michail Romm e Aleksandr Stolper: il fatto di essere ammessa senza aver sostenuto i relativi esami le peserà notevolmente in seguito. Il regista Sergej Solov'ëv affermerà in seguito che Asanova, per più di un anno, difficilmente venne udita proferire una sola parola, limitandosi a malapena a rispondere alle domande dei professori: nessuno, ai tempi, avrebbe potuto sospettare in lei la presenza di una spiccata personalità.
Nel 1969, il suo lavoro di fine corso, il cortometraggio Rudol'fio (Рудольфио), adattamento del romanzo di Valentin Rasputin, che narra dell'amore di una giovane ragazza verso un uomo maturo, le valse soltanto apprezzamenti di circostanza: per quattro anni rimarrà senza lavoro, poiché il Comitato statale per la cinematografia dell'URSS rifiuterà sistematicamente le sue proposte.
Nel 1974 Asanova entra a far parte della casa di produzione Lenfil'm. Il suo primo lungometraggio Ne bolit golova u djatla (Не болит голова у дятла) incontra il favore del pubblico, anche se le proiezioni si limitano ad alcuni club o a sale cinematografiche provinciali. Questo lavoro sulla vita degli adolescenti rivela il lato psicologico della cineasta. Ella tornerà a più riprese ad occuparsi dei problemi dei giovani. Grazie alla sua capacità di ascolto, Asanova riusciva a stabilire una relazione profonda con i giovani attori, anche al di là del set, il che le tornerà utile nel caso di film girati in ambienti disagiati, come in I teppisti. La regista riceve il primo premio per Klûč bez prava peredači al Х Festival cinematografico panrusso, ed il Premio del Komsomol Leninista nel 1977. Nel 1980 è insignita del titolo "Maestro emerito delle arti" della RSFS Russa.
Nella primavera del 1985 la regista parte per Murmansk per le riprese del film Neznakomka (Незнакомка). Il 4 aprile viene ritrovata morta nella camera d'albergo, probabile vittima di un arresto cardiaco; tuttavia un biglietto ritrovato sul tavolo, ritenuta una lettera d'addio, fece dubitare le autorità. Dinara Asanova è sepolta al cimitero Ala Archa di Biškek.
Nel 1987 Igor Alimp'ev le dedica il film Očen' vas vsech ljublju (Очень вас всех люблю), nel 1988 Viktor Titov realizza Dinara, e nel 2003 esce Dinara Asanova di Marina Čudina.
Nel 2018 il suo film Dolce, caro, amato, unico del 1985 viene presentato nella sezione Un Certain Regard del Festival di Cannes.

### Vita privata
Asanova si è sposata con l'artista figurativo e grafico Nikolaj Vladimirovič Judin. Il loro figlio Vladimir, detto Anvar (nato il 2 settembre 1971), che seguiva la madre nelle sue tournée di ripresa, è presente con regolarità nei suoi film. Dopo la morte della madre, Vladimir si trasferisce dai nonni in Kirghizistan. In un'intervista del 2014 per il giornale Sobesednik, la sorella Klara riferisce che il nipote vivrebbe nella periferia di San Pietroburgo, apparentemente senza fissa dimora.

## Opere principali

### Rudol'fio(1970)
Il primo film della Asanova, Rudol'fio, è un adattamento dell'omonimo romanzo di Valentin Rasputin del 1965. Vi si tratta dell'adolescenza, della sessualità femminile giovanile, della pudicizia e dell'età del consenso; diverse parti del romanzo tuttavia non vennero affrontate per evitare problemi con la censura. Il film dovette comunque essere revisionato prima della pubblicazione, e costò all'Asanova un periodo di mancanza di lavoro.

### Ne bolit golova u djatla(1975)
Il primo lungometraggio di Dinara Asanova venne realizzato nei primi tempi della collaborazione della regista con la Lenfil'm a Leningrado e le valse l'affermazione del suo lavoro all'interno del cinema sovietico. Il film, che narra di un giovane aspirante percussionista che, durante le vacanze scolastiche, si innamora di una ragazza, e pone per la prima volta lo stile e i temi che saranno cari alla regista. È incentrato attorno al primo amore e alle scelte di vita dei giovani.

### I teppisti(1983)
Il film, il maggior successo commerciale della regista, realizzato verso la fine della sua carriera alla Lenfil'm, riprende il tema, focale in tutti i lavori della Asanova, dei turbamenti dell'adolescenza. Vi si tratta di uno studente universitario che, nel campus, sostiene e diviene amico di un gruppo di giovani delinquenti. Molto ben accolto all'uscita, il film valse alla Asanova il premio della RSFS Russa.

## Stile
I film di Asanova spesso descrivono le difficoltà personali, in particolare dei giovani, nella vita quotidiana. I lavori più importanti della regista si occupano delle problematiche dell'adolescenza e del difficile passaggio fra l'infanzia e l'età adulta, ma non lasciano da parte questioni più inerenti al singolo e al ruolo dell'essere umano all'interno della realtà sovietica. Dinara Asanova è considerata fra i cineasti della cosiddetta "Scuola di Leningrado": i loro lavori, dal tono realistico ma non privi di ambiguità, affrontavano criticamente i problemi della società sovietica. Altri esponenti della scuola sono Vitalij Mel'nikov, Aleksej German, Gleb Panfilov e Il'ja Averbach.
Lo stile della Asanova può essere descritto come realistico, quasi documentaristico, una sorta di ritratto senza orpelli della realtà, che le sembrava utile per affrontare il tema della vita individuale e comunitaria. La regista è nota per incorporare improvvisazioni all'interno dei suoi film, sempre al fine di offrire una resa realistica, e per far uso di attori professionisti e non (in particolare i giovani fanno parte di questa seconda categoria).

### Aspetti del disgelo kruscioviano nei film di Dinara Asanova
L'essenza dei film della Asanova e degli altri appartenenti alla "Scuola di Leningrado" rappresenta i modi di vedere la vita e le arti all'interno del cosiddetto disgelo kruscioviano, avvenuto negli anni '50 e '60, sotto il segretariato di Nikita Chruščëv e proseguito anche dopo. Esso rappresentava il passaggio dalla politica culturale staliniana di stretta censura ad un clima in cui era reso possibile agli scrittori, agli artisti e ai cineasti concentrarsi sull'esperienza individuale piuttosto che su quella collettiva. Dinara Asanova si distingueva all'interno di questa reazione all'ortodossia staliniana, con le sue critiche alla società sovietica ed il suo affrontare le tematiche della sessualità e del genere, che tuttavia presentava con le dovute cautele.

## Filmografia
- Rudol'fio (Рудольфио) (1970)
- Ne bolit golova u djatla (Не болит голова у дятла) (1975)
- Ključ bez prava peredači (Ключ без права передачи) (1976)
- Beda (1977)
- Žena ušla (Жена ушла) (1979)
- Nikudyšn'aja (Никудышняя), film TV (1980)
- Čto by ty vybral? (Что бы ты выбрал?), film TV (1981)
- Pacany (Пацаны) (1983)
- Milyj, dorogoj, ljubimyj, edinstvennyj... (Милый, дорогой, любимый, единственный...) (1984)